# Roystonea altissima
Roystonea altissima är en enhjärtbladig växtart som först beskrevs av Philip Miller, och fick sitt nu gällande namn av Harold Emery Moore. Roystonea altissima ingår i släktet Roystonea och familjen Arecaceae.
Artens utbredningsområde är Jamaica. Inga underarter finns listade i Catalogue of Life.